# Magyar Hajó- és Darugyár Népszigeti gyáregység
A Magyar Hajó- és Darugyár Népszigeti gyáregység egy budapesti nagyvállalat a Népszigeten, amely magyar hajók javítását és építését végezte. Nem összekeverendő a szintén a Népszigeten álló Mahart Újpesti Hajójavítóval.

## Címe
- 1138 Budapest, Népszigeti út

## Története
Az Újpesti-öböl angyalföldi partjaira települt a 20. század elején Ganz Danubius Hajó- és Darugyár, későbbi nevén Ganz–MÁVAG Magyar Hajó- és Darugyár (MHD) Angyalföldi Gyáregységeként üzemelt 1985-ig.
A Népszigetre csak a 20. század második felében terjeszkedett át az üzem. 1957-től épült fel a Magyar Hajó- és Darugyár Népszigeti gyáregysége az Újpesti vasúti hídtól délre a Népszigeti út és az Újpesti téli kikötő által közrefogott részen, a sziget keleti oldalán. A létesítmény elsősorban helyben összeszerelhető úszódaruk részeit gyártotta le. A részeket a gyárhoz már 1959-ben bevezetett iparvágányon keresztül szállították a MÁV vonalaira. Azonban az iparvágány nem az Újpesti hídra csatlakozott, északra haladva átment a híd alatt, majd a félsziget északi részén, a Zsilip utcába kanyarodva érte el a külső Váci úti iparvágányhálózatot. (Ez utóbbi az Angyalföld vasútállomásnál kapcsolódott a MÁV esztergomi vonalához.) 1960 körül évi 700-900 vasúti kocsinyi forgalmat bonyolított le az üzem.
A rendszerváltás után a részleg Ganz Sziget Hajó, Daru- és Acélszerkezetgyártó Kft.-ként üzemelt. 1993-ban leállt a termelés.
A Magyar Hajó- és Darugyár régi, angyalföldi része elbontásra került. A népszigeti egységet is kiürítették, a hatalmas üzemcsarnokok közül csak néhány romos állapotban megmaradt.

## Képtár

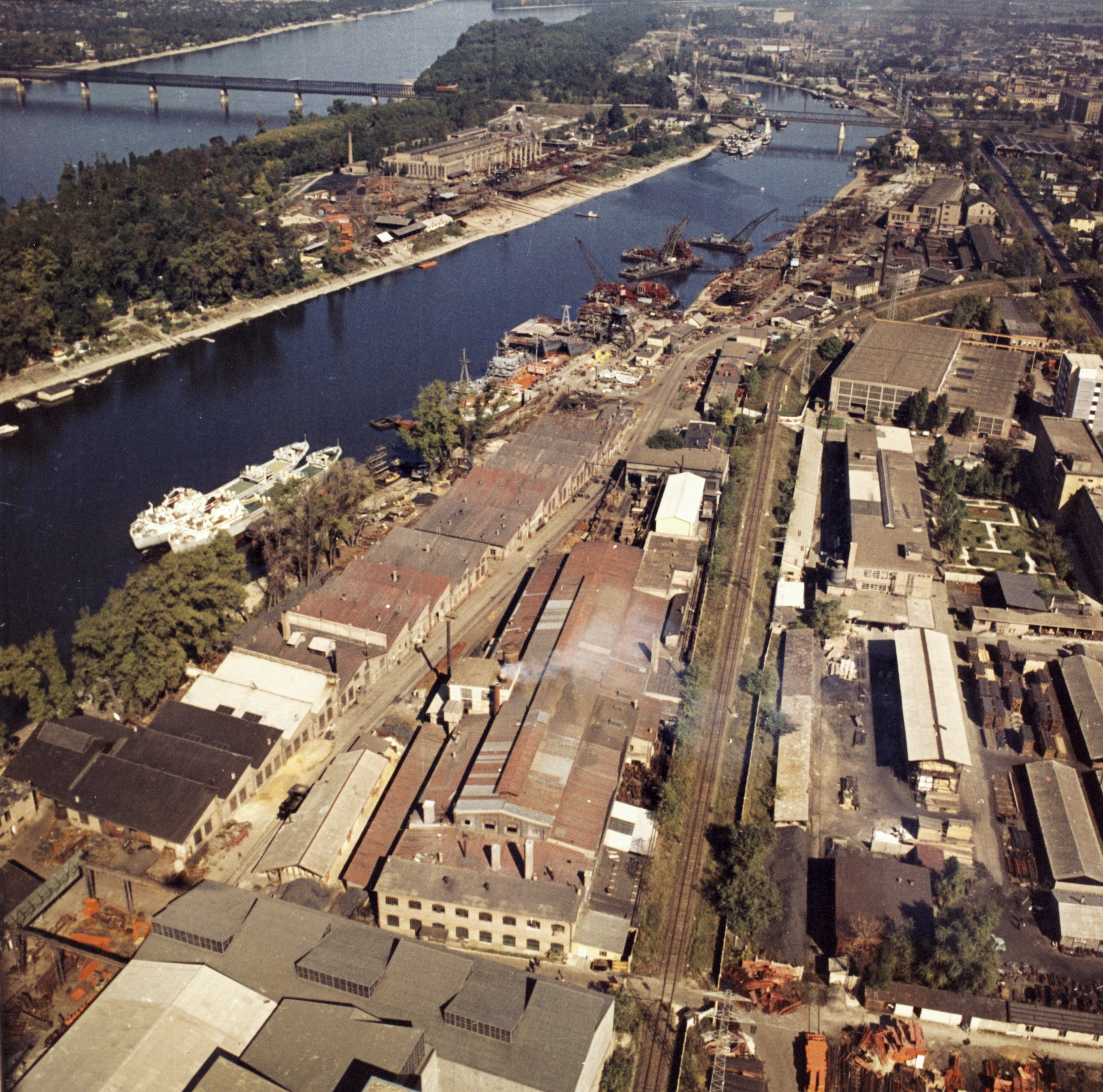
1967-es archív felvétel
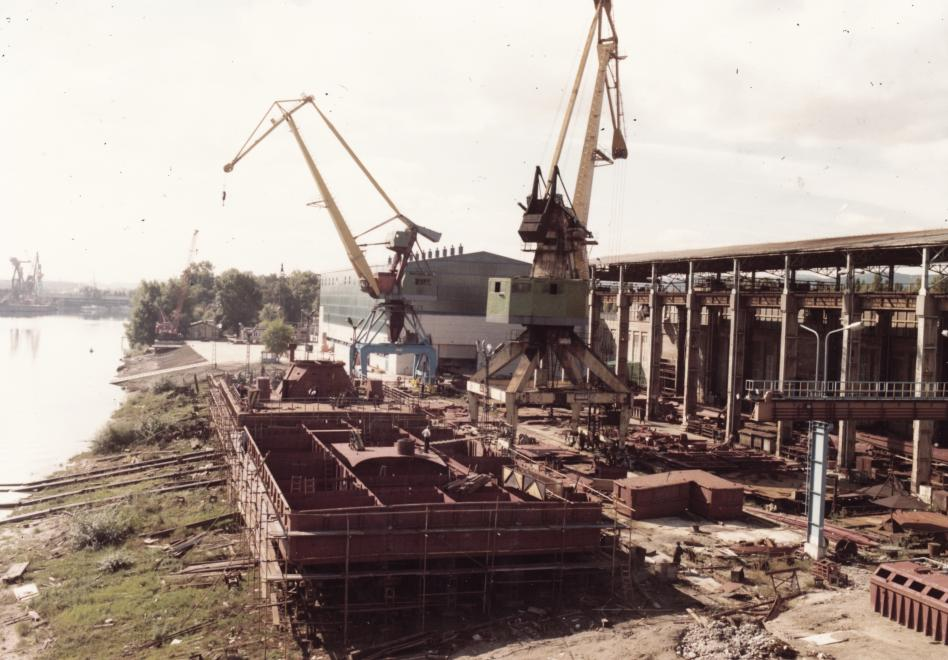
1984-es archív felvétel
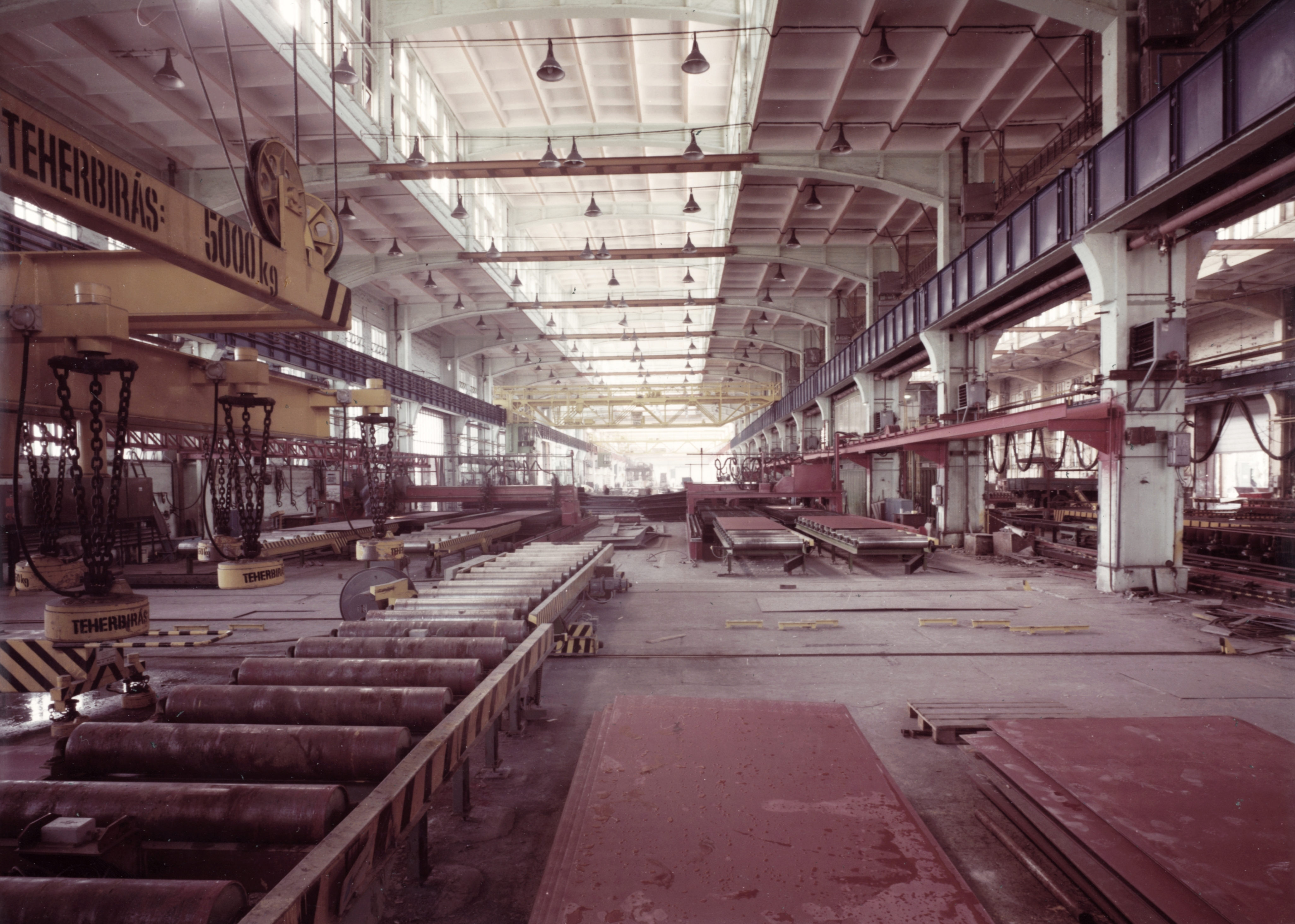
1984-es archív felvétel
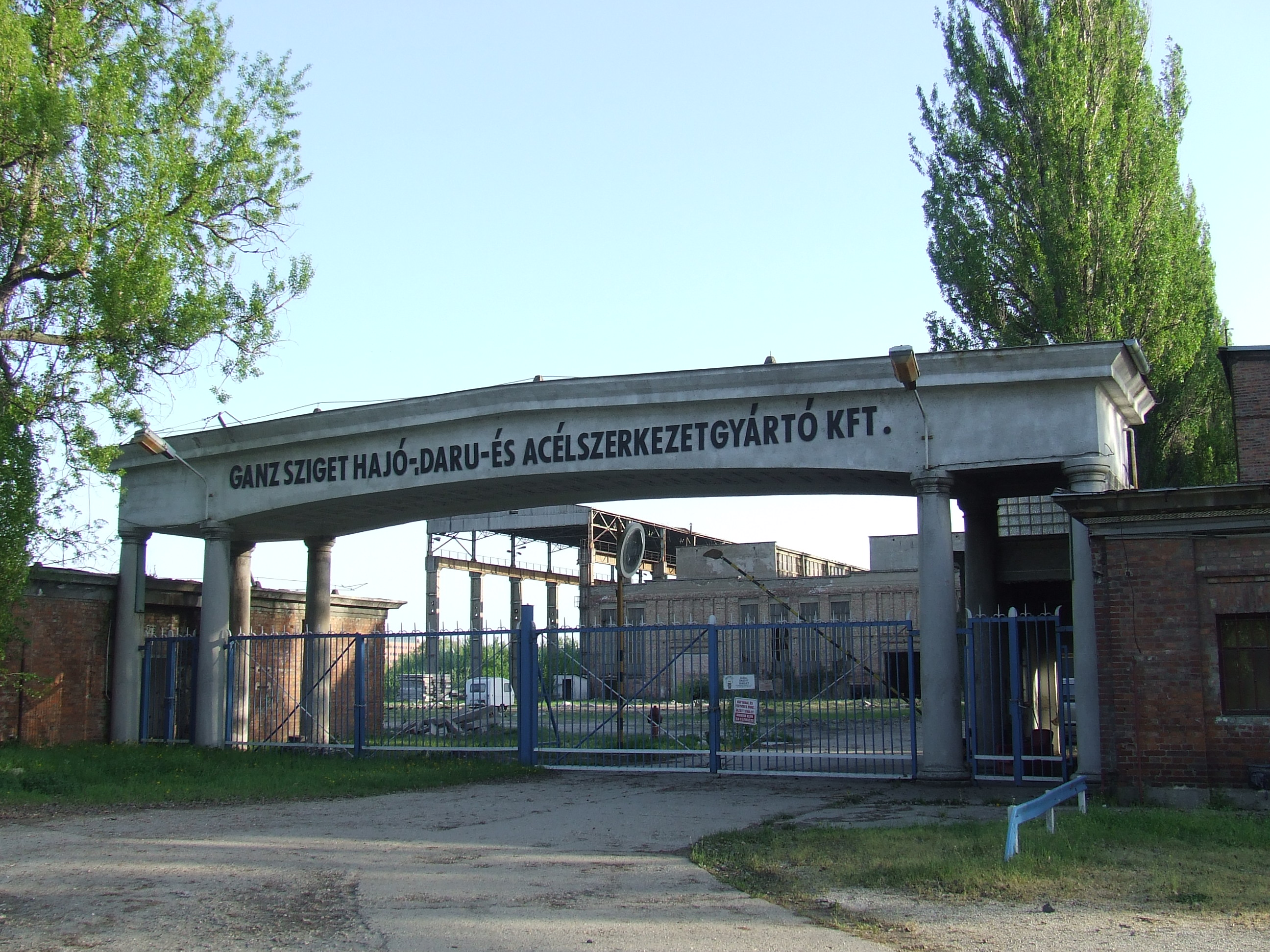
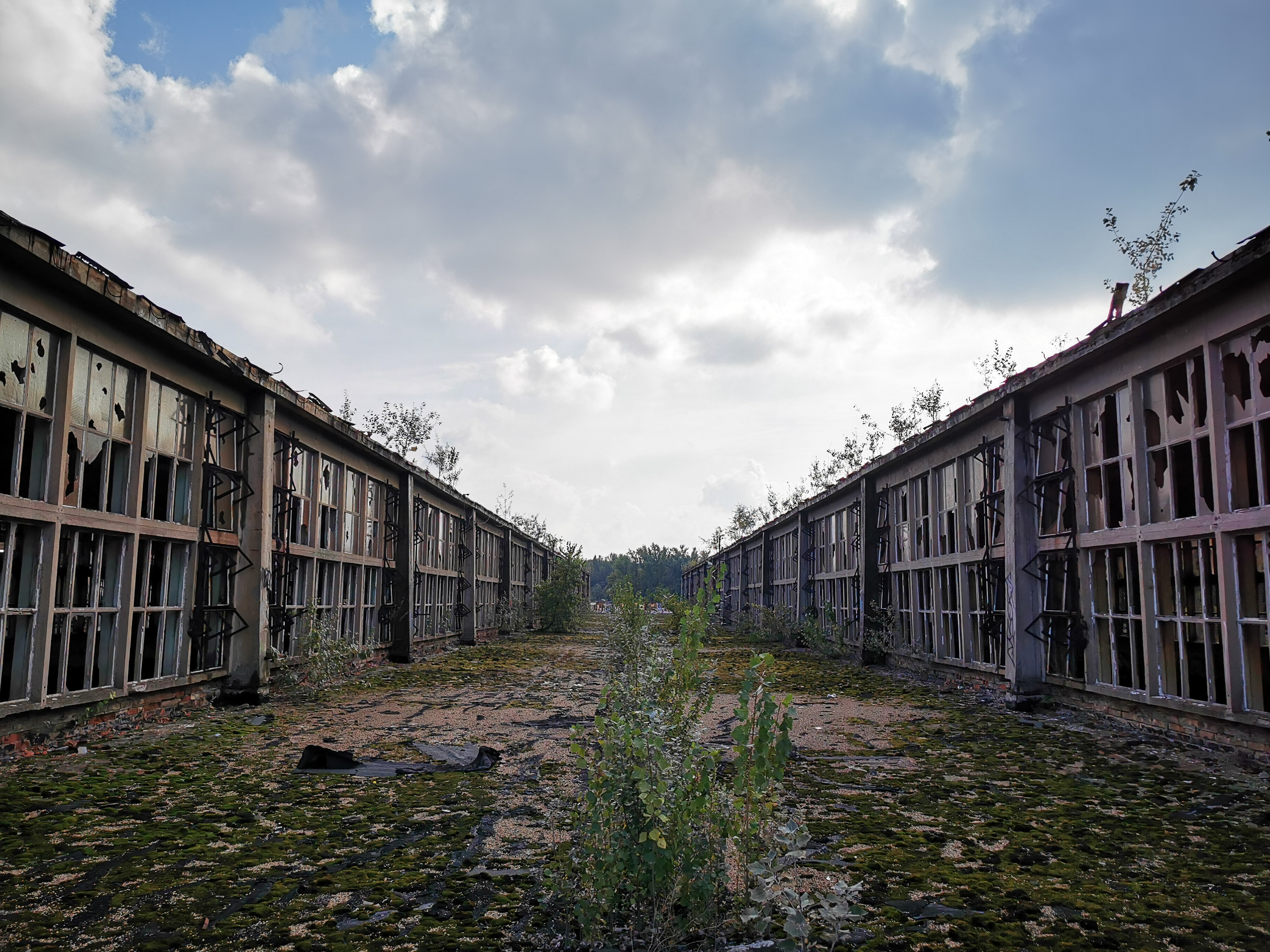
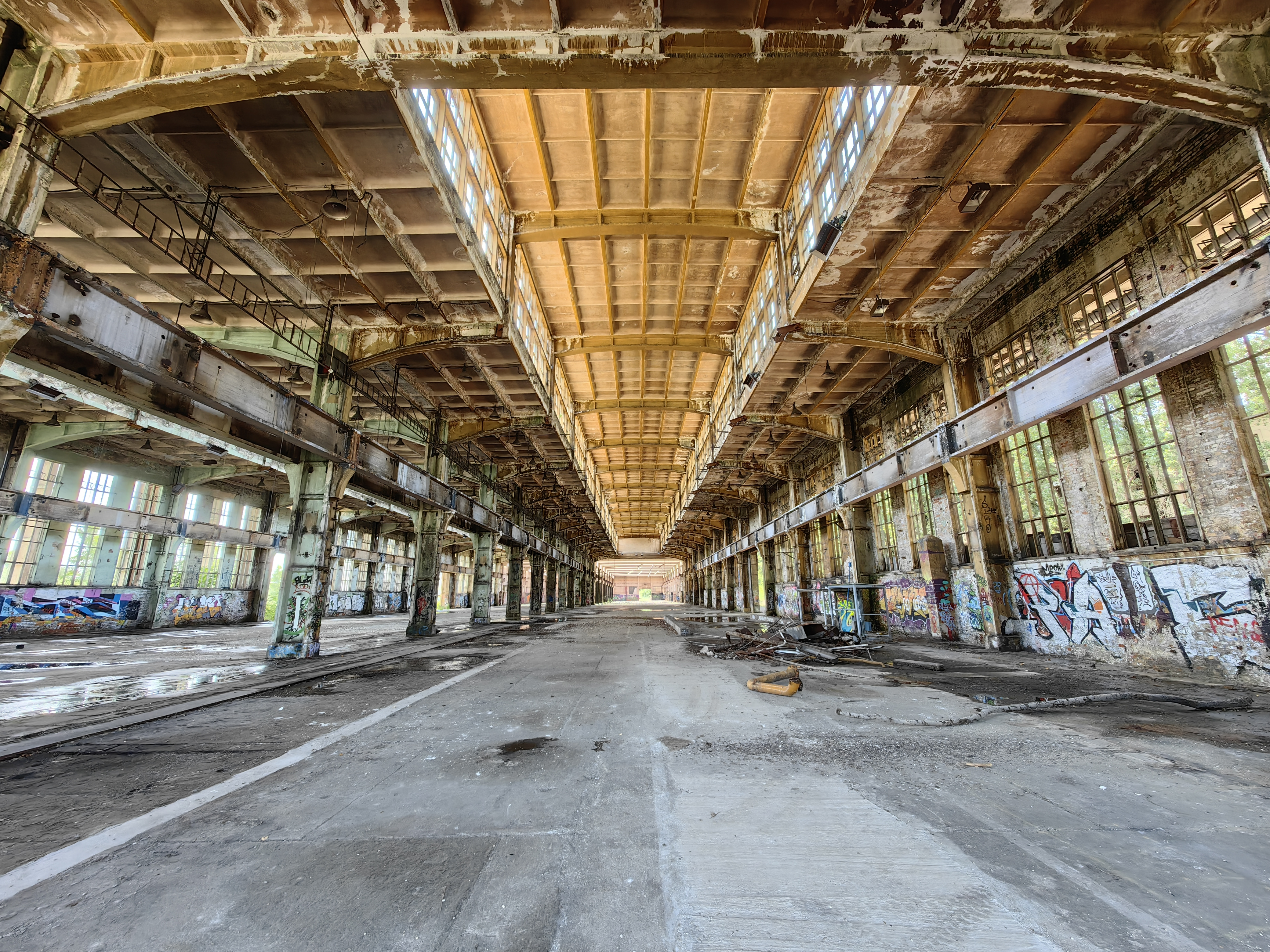
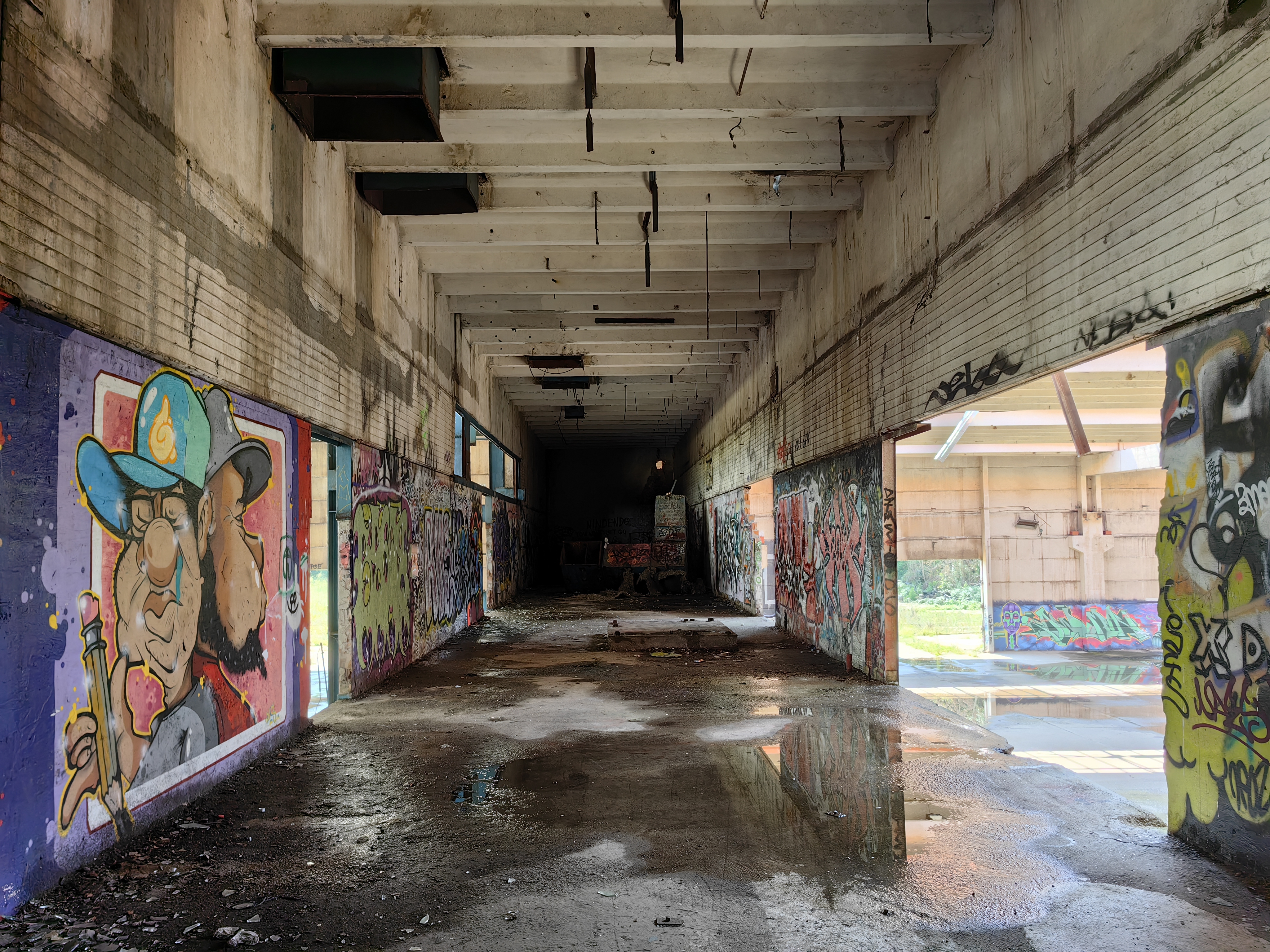
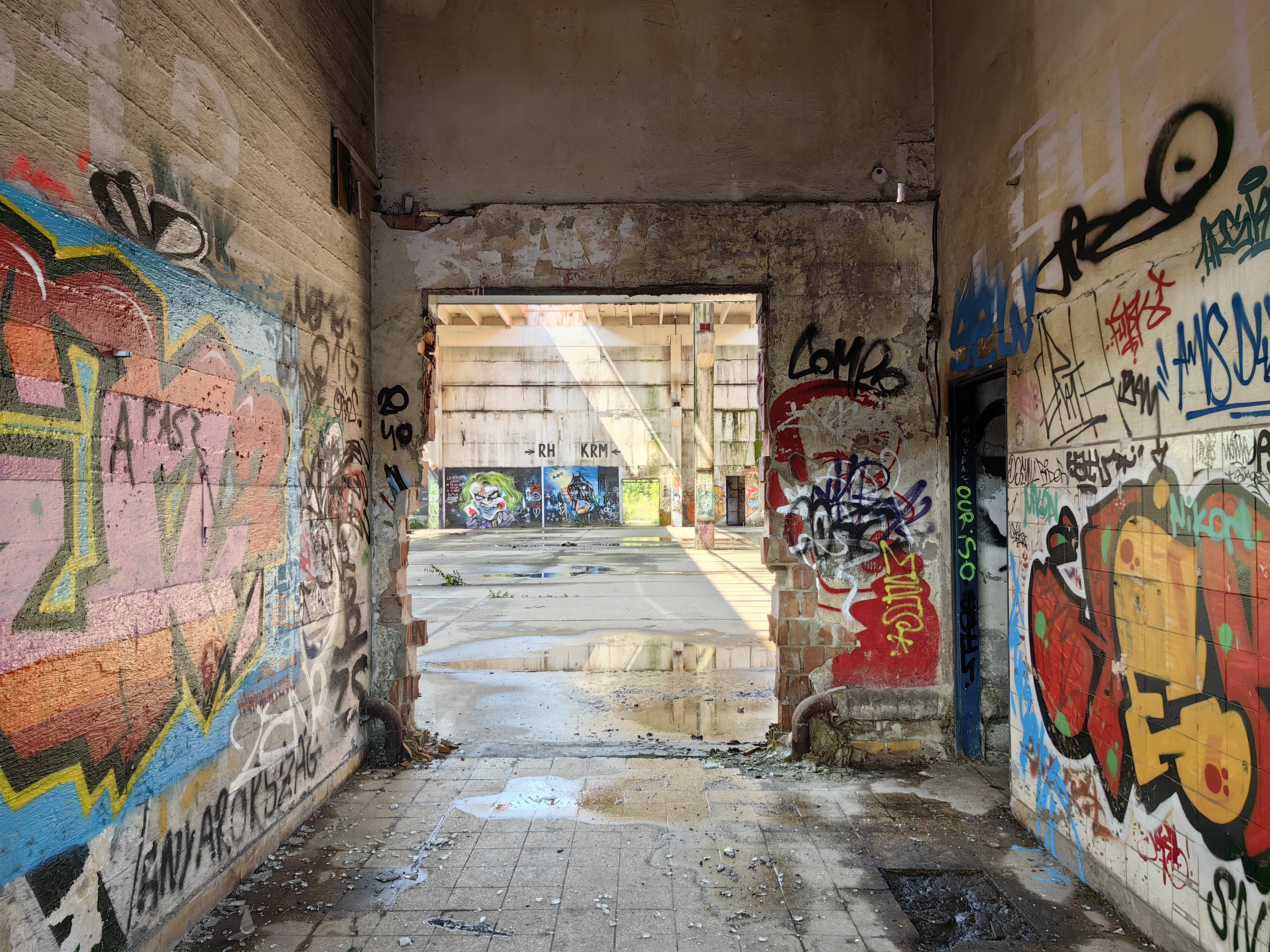
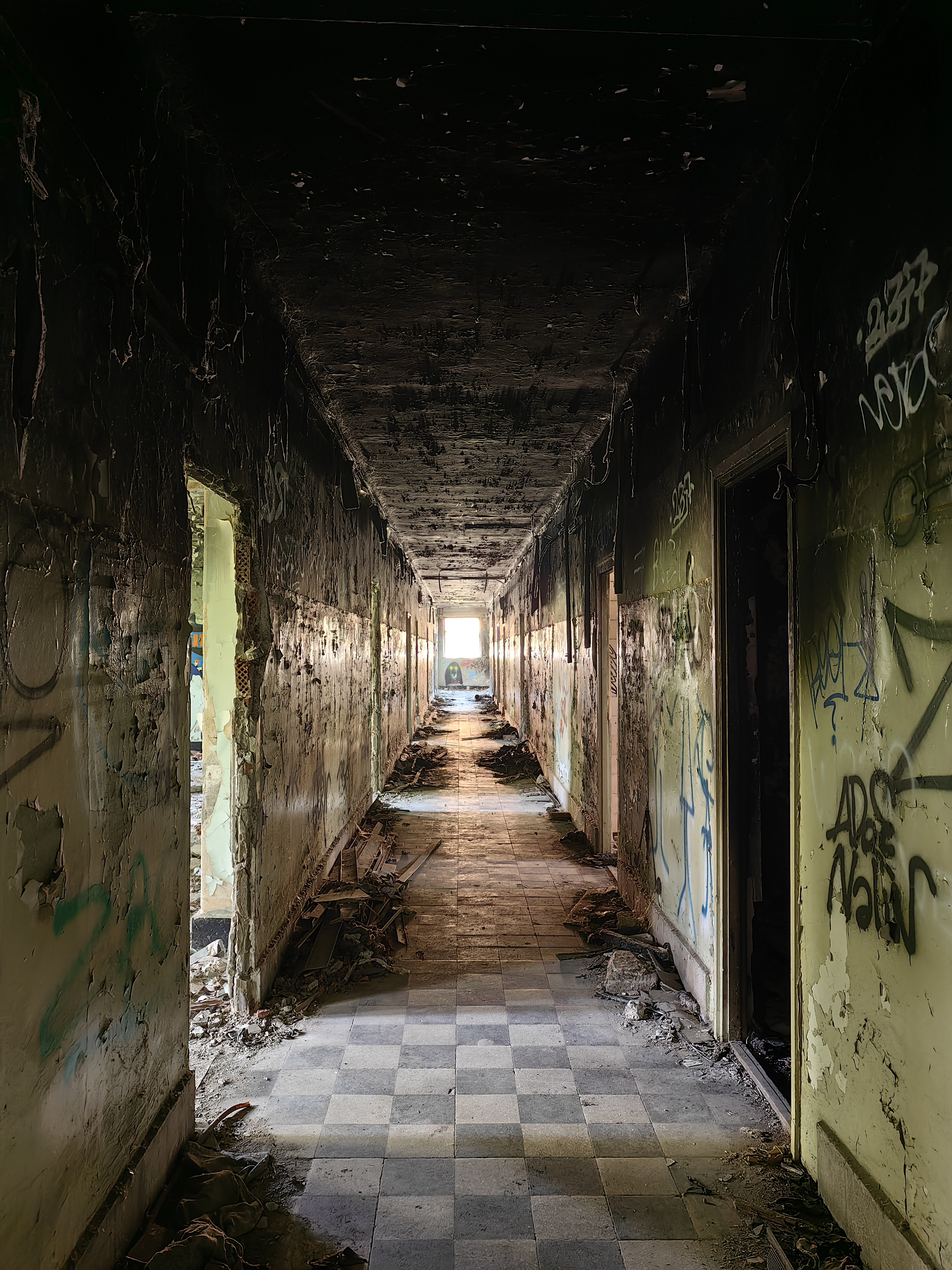
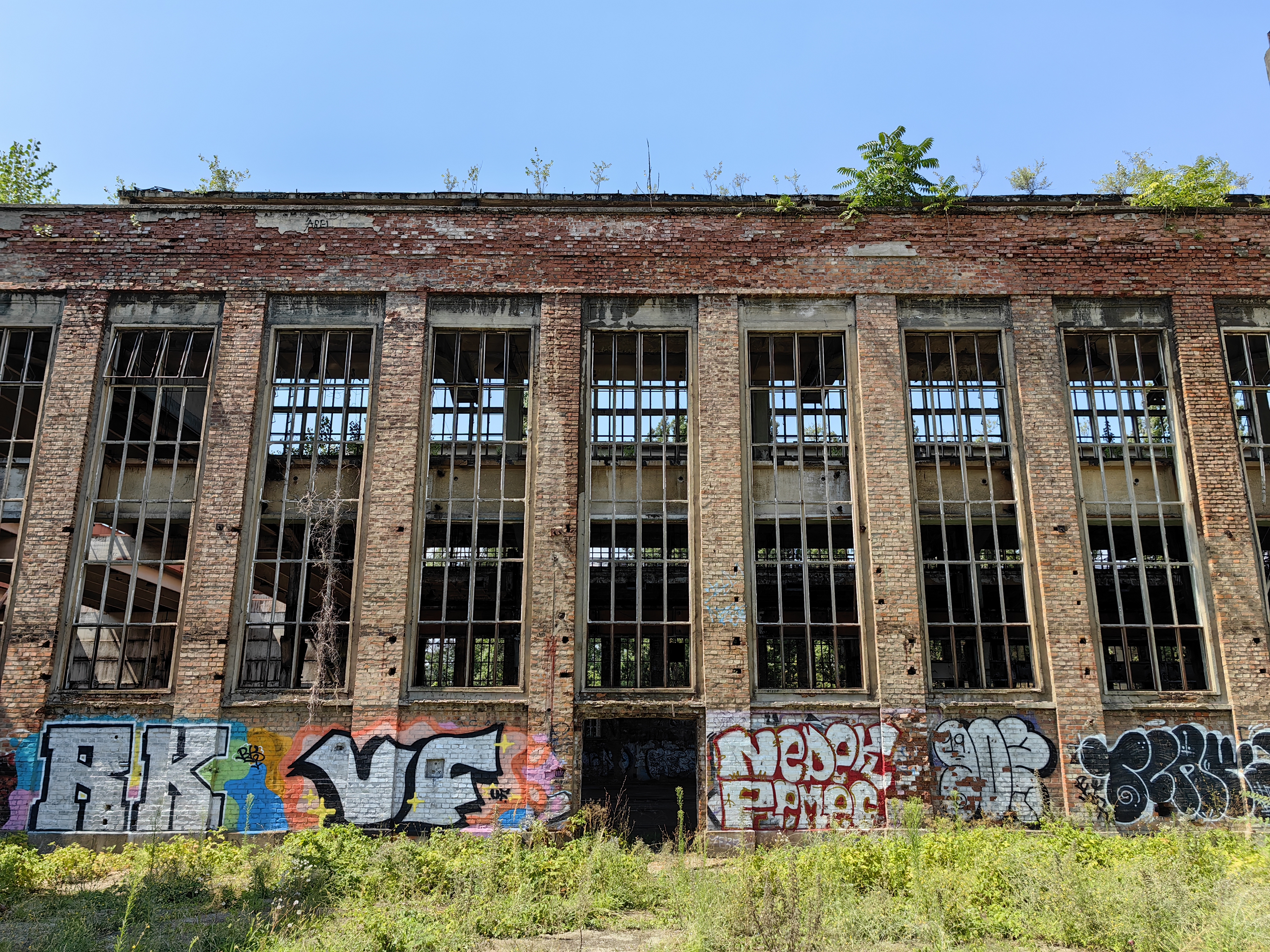
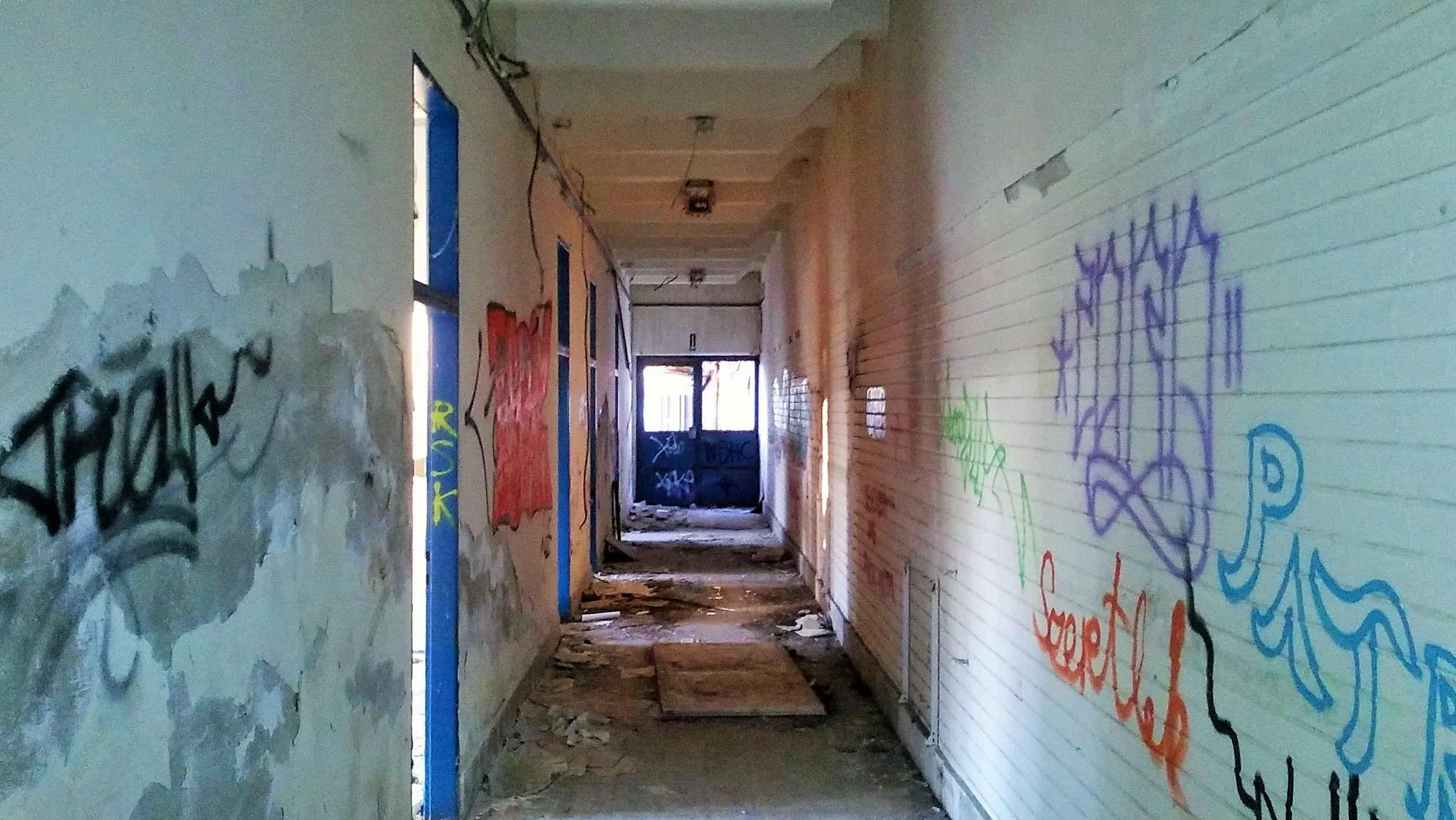
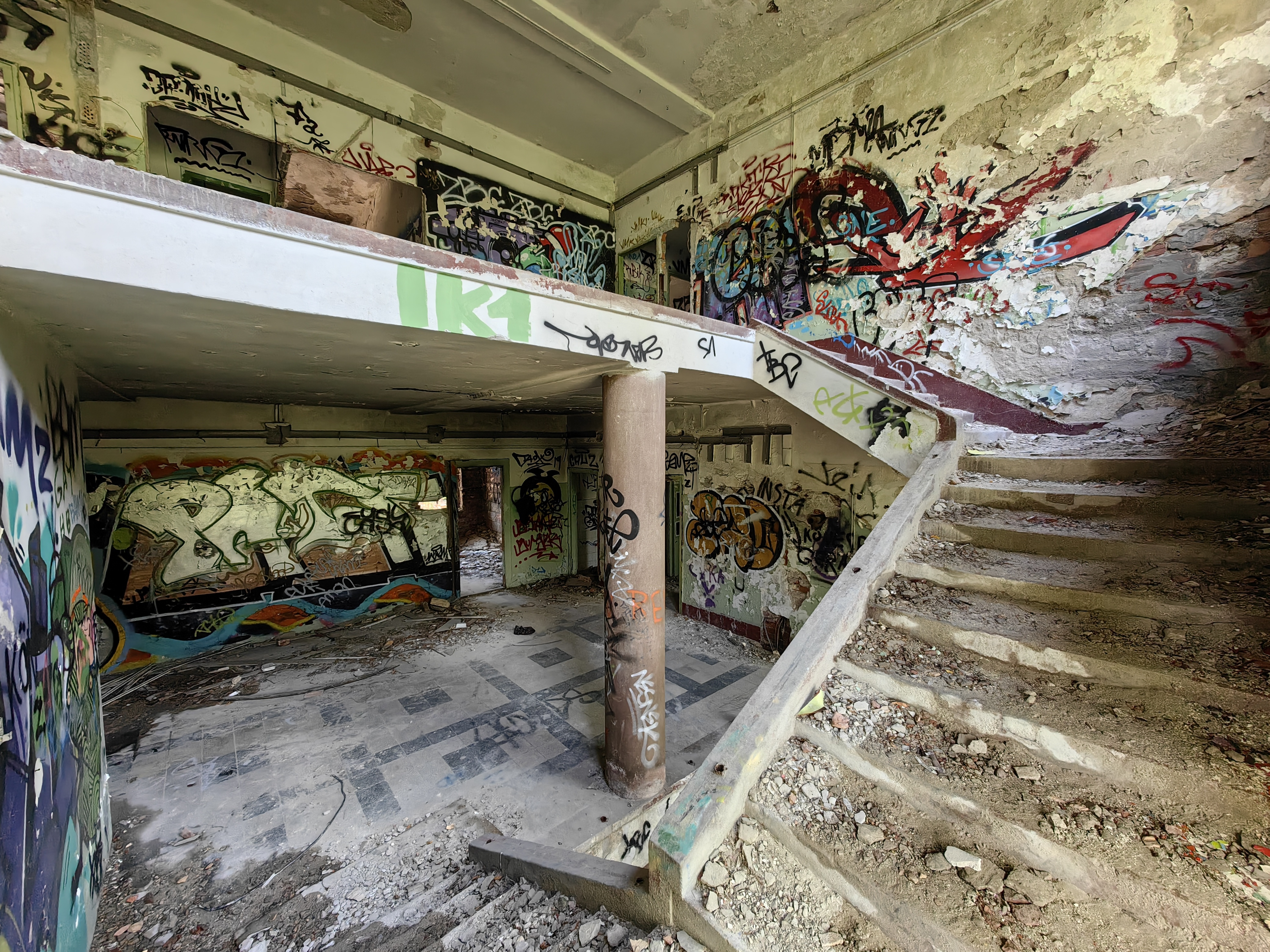
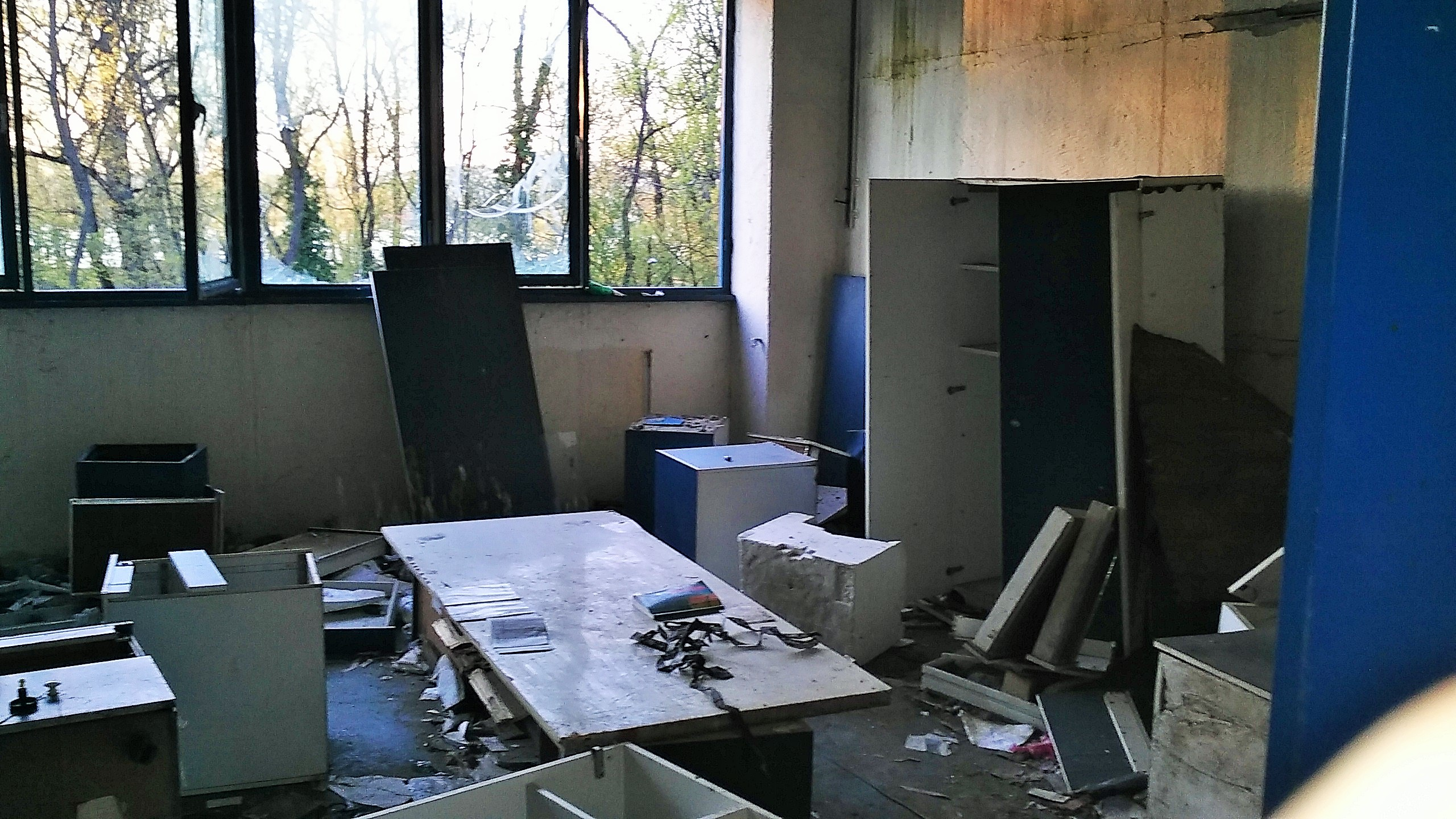
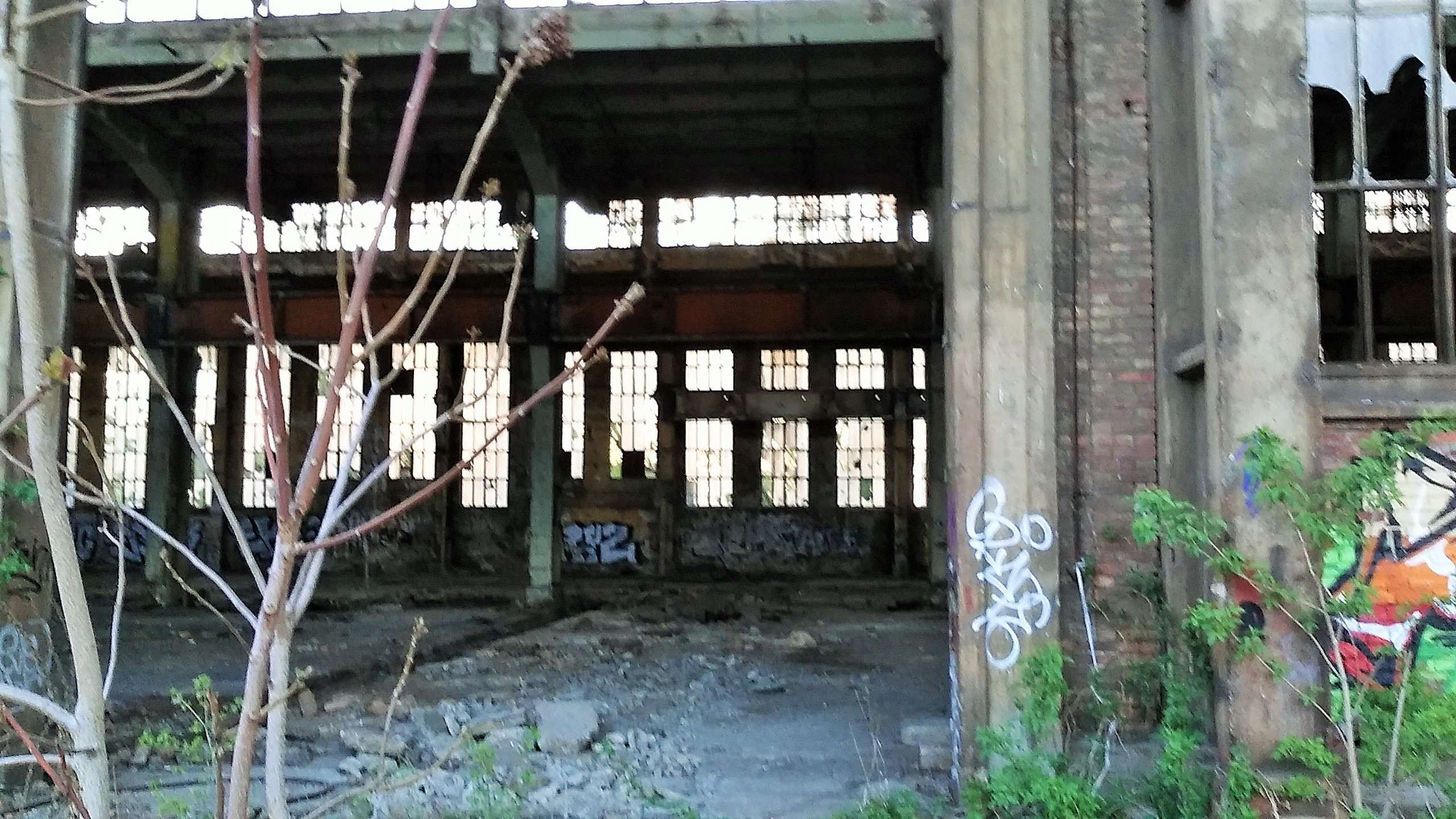